# حبيل منجرى (حبيل جبر)

تعديل مصدري - تعديل

حبيل منجرى هي إحدى قرى عزلة حبيل جبر بمديرية حبيل جبر التابعة لمحافظة لحج، بلغ تعداد سكانها 184 نسمة حسب تعداد اليمن لعام 2004.